# Departamento de Chical-Có
Departamento de Chical-Có är en kommun i Argentina.   Den ligger i provinsen La Pampa, i den centrala delen av landet, 800 km väster om huvudstaden Buenos Aires.
Omgivningarna runt Departamento de Chical-Có är i huvudsak ett öppet busklandskap. Trakten runt Departamento de Chical-Có är nära nog obefolkad, med mindre än två invånare per kvadratkilometer.